# 数珠丸
數珠丸，有名的日本刀，被指定為日本重要文物(重要文化財)，是天下五劍之一，現藏于日本兵庫縣尼崎市的本興寺。

## 歷史
數珠丸是鎌倉時代後鳥羽上皇命令刀匠青江恒次所鑄
日蓮大師認為數珠丸乃「破邪顯正之劍」而時常佩帶，後因日蓮常把念珠掛在刀柄上，所以此刀才獲得數珠丸的名字（在日本念珠也稱為數珠）。
在日蓮死後，數珠丸跟其他遺物一起被保存在身延山久遠寺，但在享保年間卻不知所蹤。直到1920年左右，才被日本宮內省的杉原祥造在某華族的收藏品拍賣會中發現，為了避免國寶流出海外，杉原祥造自掏腰包標下數珠丸。後與久遠寺的歸返交涉延宕多年(其中一個說法是久遠寺認為這數珠丸不是真的)，遂寄奉於杉原祥造所居住地尼崎市附近的本興寺。
1. ↑  天下五剣「数珠丸恒次」 - 刀剣ワールド （页面存档备份，存于）　2019年11月28日閲覧